# Rakkasaari (ö, lat 66,60, long 27,55)
Rakkasaari är en ö i Finland. Den ligger i sjön Kemi träsk och i kommunen Kemijärvi i den ekonomiska regionen  Östra Lapplands ekonomiska region  och landskapet Lappland, i den norra delen av landet, 700 km norr om huvudstaden Helsingfors. Öns area är omkring 920 kvadratmeter och dess största längd är 50 meter i nord-sydlig riktning.